# ピグマリオン (アルバム)
『ピグマリオン』（Pygmalion）は、イギリスのロックバンド、スロウダイヴのサード・アルバム。1995年2月6日発売。
レコーディングの途中でドラマーのサイモン・スコットが脱退し、後任にイアン・マカッチョンが就任。アルバム・リリース翌週にバンドはクリエイションから契約解除されそのまま解散、本作がラスト・アルバムとなった（後の2014年に再結成）。
それまで顕著だったフィードバック・ノイズが鳴りを潜め、よりミニマリスティックでアンビエントやエレクトロニカからの影響が濃い音楽性を追求した。
2010年にチェリーレッドより2枚組アルバムとしてリイシューされ、制作期のデモ及びアウトテイク音源を収録。

## 収録曲
特筆ない限り全曲ニール・ハルステッド作詞作曲。
1. ルッティ - "Rutti" - 10:06
2. クレイジー・フォー・ユー - "Crazy for You" - 6:00
3. ミランダ - "Miranda" (Halstead, Rachel Goswell) - 4:49
4. トレリセイズ - "Trellisaze" - 6:21
5. チェロ - "Cello" - 1:33
6. ジェイズ・ヘヴン - "J's Heaven" - 6:45
7. ヴィジョンズ・オブ・LA - "Visions of La" (Halstead, Goswell) - 1:46
8. ブルー・スカイド・アンド・クリアー - "Blue Skied an' Clear" - 6:54
9. オール・オブ・アス - "All of Us" - 4:09

### 2010年リイシュー版ボーナスディスク
1. "Miranda" - 3:49
2. "Watch Me" - 3:48
3. "Yesterday" - 4:23
4. "To Watch" - 5:55
5. "Öption One (Instrumental #1)" - 3:53
6. "Cargo" - 4:27
7. "Sinewaves" - 5:15
8. "Ambient Guitar" - 5:50
9. "Crazy for You (Alt Version)" - 4:40
10. "Prautrock" - 5:08
11. "Changes" - 4:54
12. "Red Five" - 6:07

## パーソネル
クレジットはアルバムのライナーノーツから。
スロウダイヴ
- レイチェル・ゴスウェル (Rachel Goswell) – ボーカル、ギター
- ニール・ハルステッド (Neil Halstead) – ボーカル、ギター
- クリスチャン・セイヴィル (Christian Savill) – ギター
- ニック・チャップリン (Nick Chaplin) – ベース
- イアン・マカッチョン (Ian McCutcheon) – ドラム